# Byadanur, Pavagada
Byadanur là một làng thuộc tehsil Pavagada, huyện Tumkur, bang Karnataka, Ấn Độ.